# Manuela Bravo
Manuela Bravo, właśc. Maria Manuela de Oliveira Moreira Bravo (ur. 7 grudnia 1957 w Queluz) – portugalska wokalistka, reprezentantka Portugalii na Konkursie Piosenki Eurowizji 1979.

## Życiorys
Jej ojciec, Loubet Bravo (1910–1978), był śpiewakiem fado. Pierwszy występ publiczny dała w wieku 5 lat, uczestnicząc w konkursie dla dzieci. W styczniu 1974 wydała swój pierwszy singiel z coverami dwóch utworów José Cida pt. Nova Geração i  Another Time. W nagraniu albumu towarzyszył jej zespół Quarteto 1111. Kolejne single wydała w latach 1975 i 1977, współpracowała m.in. z Jorge Palmą i Paco Bandeirą. W latach 1977–1980 studiowała prawo na Uniwersytecie Lizbońskim.
W 1979 roku wygrała Festival da Canção i została reprezentantką Portugalii na Konkursie Piosenki Eurowizji 1979. Wykonała utwór Sobe, Sobe, Balão Sobe autorstwa Carlosa Nóbregi e Sousy, zajęła dziewiąte miejsce z wynikiem 64 punktów. W 1981 ponownie wzięła udział w Festivalu da Canção z utworem Quando A Banda Chegar.
 W 1985 ukazał się jej singiel z coverami w języku portugalskim utworów oryginalnie niemieckojęzycznych. W 1996 wydała album zaśpiewany w stylu fado na cześć swojego ojca, co wywołało kontrowersje wśród tradycjonalistycznych mediów, gdyż fado z Coimbry tradycyjnie wykonują wyłącznie mężczyźni. W latach 1999–2000 występowała w roli Celeste Rodrigues w musicalu Amália. W 2002 wznowiła karierę muzyczną wydając kompilację jej największych przebojów, a w 2005 wystąpiła w roli Grizabelli w musicalu Koty na festiwalu Musicattos Best of Broadway. W 2014 obchodziła 40-lecie kariery scenicznej.

## Dyskografia

### Single
- Nova Geração / Another Time (1974)
- Soldado-Escravo (1975)
- Marcas Do Que Se Foi (1977)
- Fecha Os Teus Olhos E Recordemos / Canta Comigo (1977)
- Nuvem Passageira (1978)
- Sobe Sobe, Balão Sobe (1979)
- Adeus Amor / Até Quando (1979)
- Tu T'envoles Mon Ballon, Mon Ballon, Mon Ballon (1979)
- Recordações (1980)
- Tu E Só Tu (1981)
- Quando A Banda Chegar (1981)
- Mulher Só / Uma História Para Contar (1981)
- Danças E Cantares (1982)
- Tango (1985)
- O Meu Heroi (1986)
- Passou Tanto Tempo / Sonhos Para Dar E Vender (1987)
- Óculos de Sol / Pode Acontecer (1989)

### Albumy
- Manuela Bravo (1981)
- Manuela Bravo (1989)
- Canções Que Me Fazem Feliz (1992)
- Manuela Bravo (1993)
- Intenções (1996)

Źródło: